# Phytoseius fujianensis
Phytoseius fujianensis är en spindeldjursart som beskrevs av Wu 1981. Phytoseius fujianensis ingår i släktet Phytoseius och familjen Phytoseiidae. Inga underarter finns listade i Catalogue of Life.